# Гречкин, Максим
Максим Гречкин (ивр. מקסים גרצ'קין‎; 4 марта 1996) — израильский футболист, защитник клуба «Бейтар»

## Биография

### Клубная карьера
Воспитанник футбольного клуба «Маккаби» (Тель-Авив). С 2016 года начал играть на профессиональном уровне, выступая на правах аренды за клубы второй лиги Израиля «Хапоэль» (Рамат-ха-Шарон) и «Бейтар Тель-Авив Рамла». Летом 2018 года был отдан в очередную аренду в клуб «Хапоэль» (Хадера), в составе которого дебютировал в высшей лиге 25 августа, выйдя в стартовом составе на матч против тель-авивского «Хапоэля».

### Карьера в сборной
23 марта 2017 года сыграл свой единственный матч за молодёжную сборную Израиля в товарищеской игре против сборной Кипра U-21.